# Fockenwaldgraben
Der Fockenwaldgraben ist ein linker Zufluss des Afferbachs im Landkreis Aschaffenburg im bayerischen Spessart.

## Geographie

### Verlauf
Der Fockenwaldgraben entspringt östlich des zu Johannesberg gehörenden Weilers Hagelhof am Fockenberg. Er fließt in südöstliche Richtung und mündet zwischen Ober- und Unterafferbach in den Afferbach.

### Flusssystem Aschaff
- Liste der Fließgewässer im Flusssystem Aschaff

## Einzelnachweise

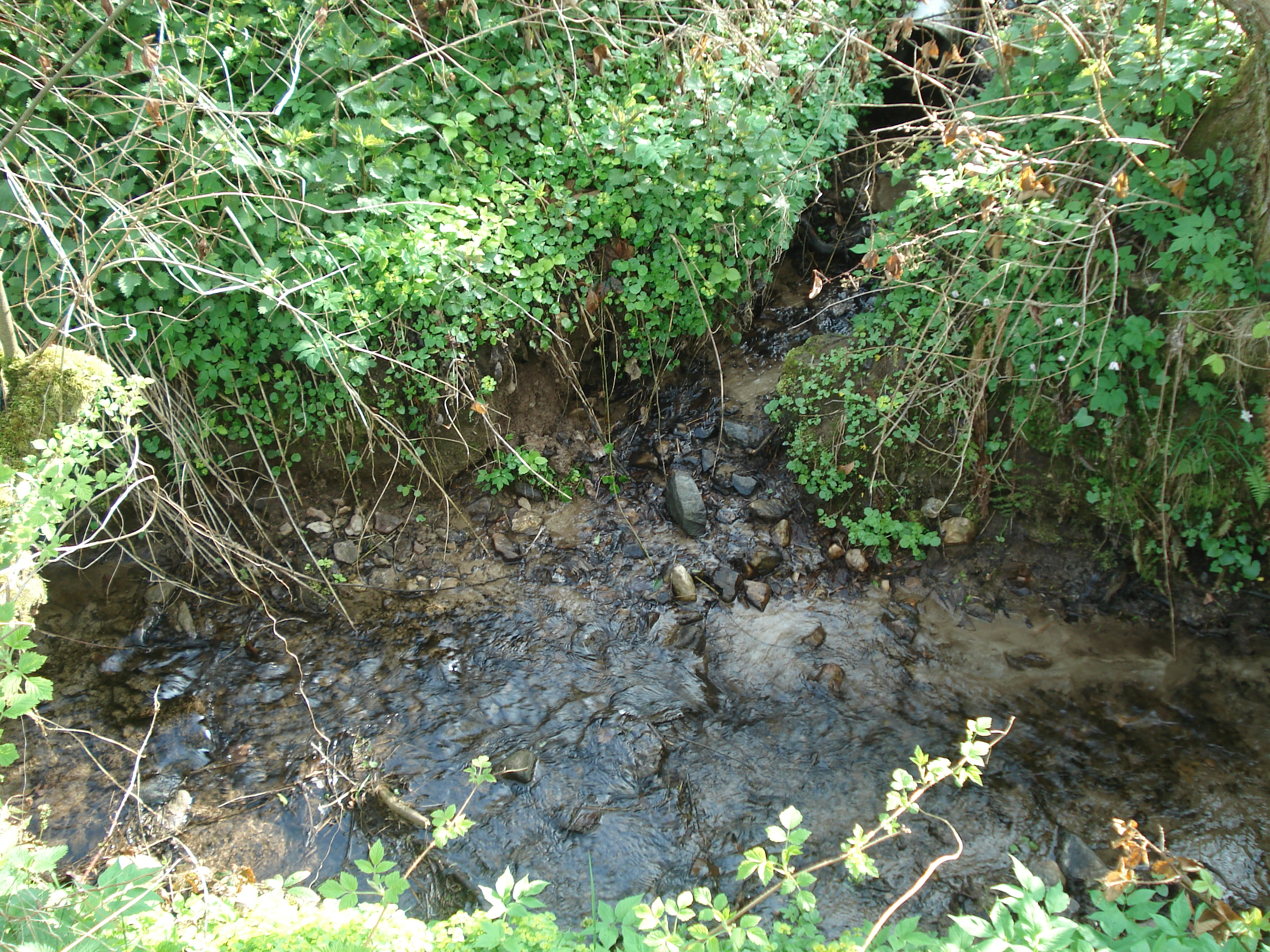
Der Fockenwaldgraben (hinten) mündet in den Afferbach (von links nach rechts)